# Pierre La Cuisse
Pierre La Cuisse, né au XVIe siècle à Saint-Denis, mort au XVIIe siècle, est un architecte français qui a principalement travaillé en Dauphiné au service de François de Bonne, seigneur puis duc de Lesdiguières, qui deviendra connétable de France en 1622.

## Biographie
Il apparaît d'abord dans les archives du Minutier central des notaires de Paris, en 1557 et 1575, comme « tailleur de pierre demeurant à Saint-Denis en France ».
En 1583 il est en Dauphiné, où il construit le château de Gabriel de Morges seigneur de La Motte-Verdeyer (La Motte-Saint-Martin au XXIe siècle),. En juin 1584 lui naît, à Grenoble, un fils prénommé Gabriel, qui reçoit le baptême catholique, et dont la marraine est damoiselle Catherine de Morges, fille du seigneur qui l'emploie,. Il aura un deuxième fils, Pierre, né en 1586 également à Grenoble.

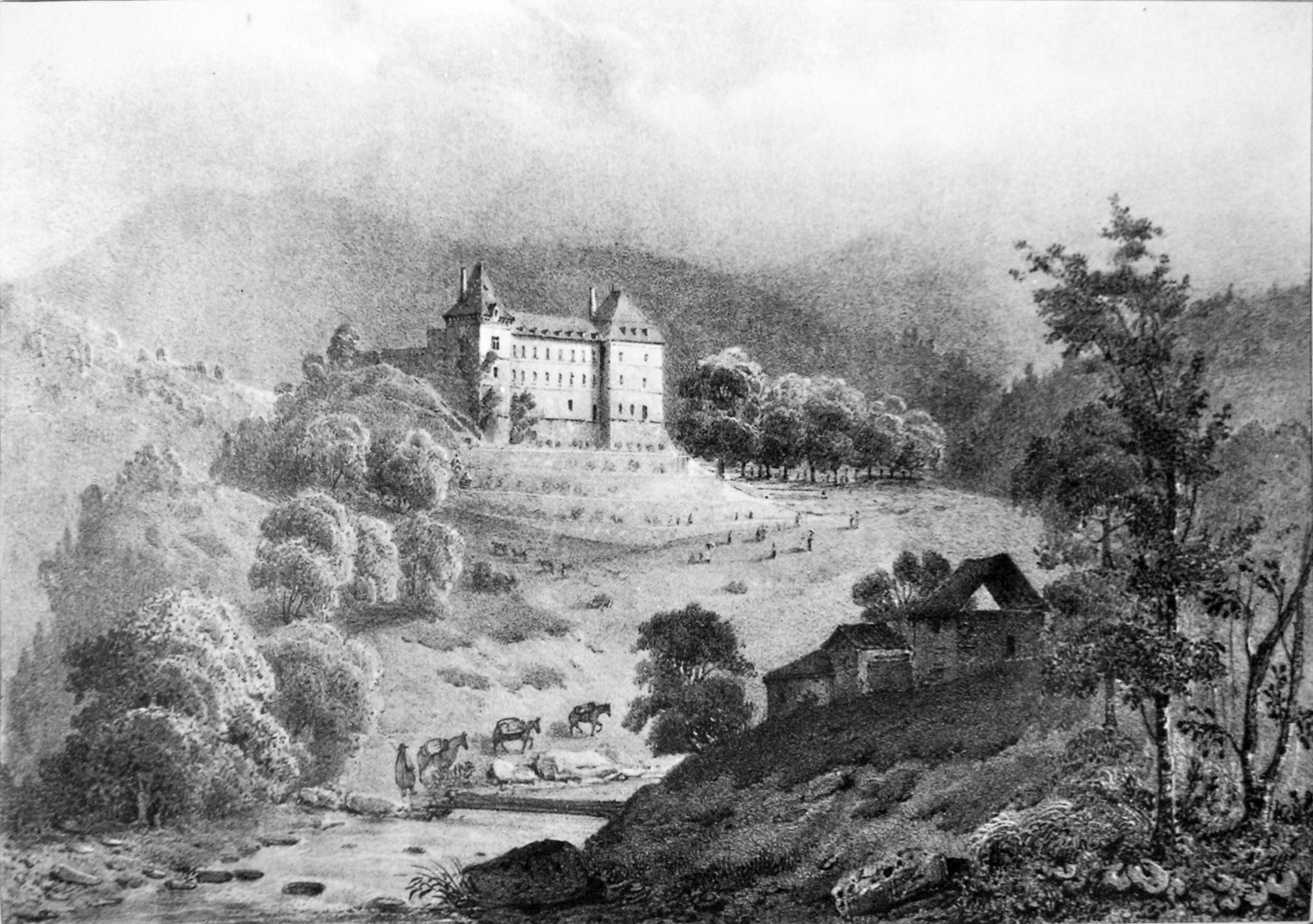
Château de La Motte-Saint-Martin (Victor Cassien, 1836)

À partir de 1599, il se met au service de Lesdiguières, chef protestant qui abjurera en 1622.

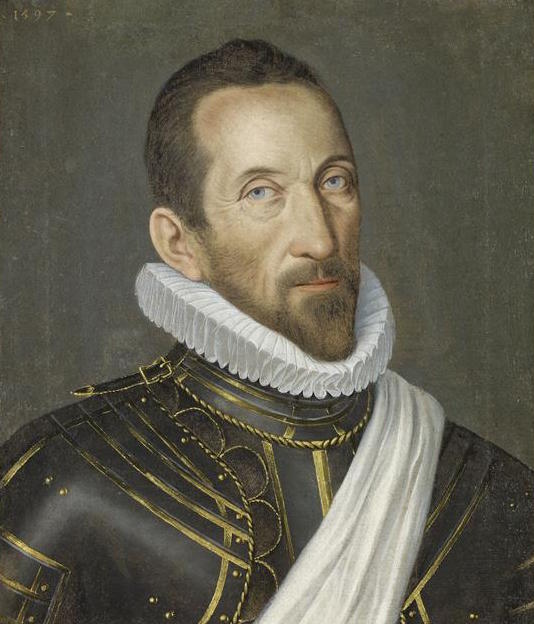
François de Bonne de Lesdiguières (1597)

Celui-ci le charge d'être son architecte pour l'édification d'un nouveau château à Vizille sur les ruines d'un édifice médiéval préexistant,. D'après le bulletin de 1924 de la Société de l'histoire du protestantisme français, « on connaît le nom des architectes de Vizille : Pierre La Cuisse, originaire de Saint-Denis, et Guillaume Le Moyne, protestant, né à Saint-Germain. [...] Il semble que l'initiative ait appartenu à La Cuisse. Les actes notariés le nomment, en effet, archetectateur du seigneur des Diguières. Ils établissent en outre que de 1599 à 1603 il dressa une partie des plans du château ». Une autre source confirme que « L'édification du château, sur les ruines de l'édifice médiéval commença sous l'autorité de l'architecte Pierre La Cuisse, qui édifia également l'hôtel Lesdiguières à Grenoble. Guillaume Le Moyne, architecte du Temple Protestant de Grenoble intervient à partir de 1617 pour la construction de bâtiments annexes. Les travaux de construction s'échelonnèrent vraisemblablement de 1600 à 1619 ».

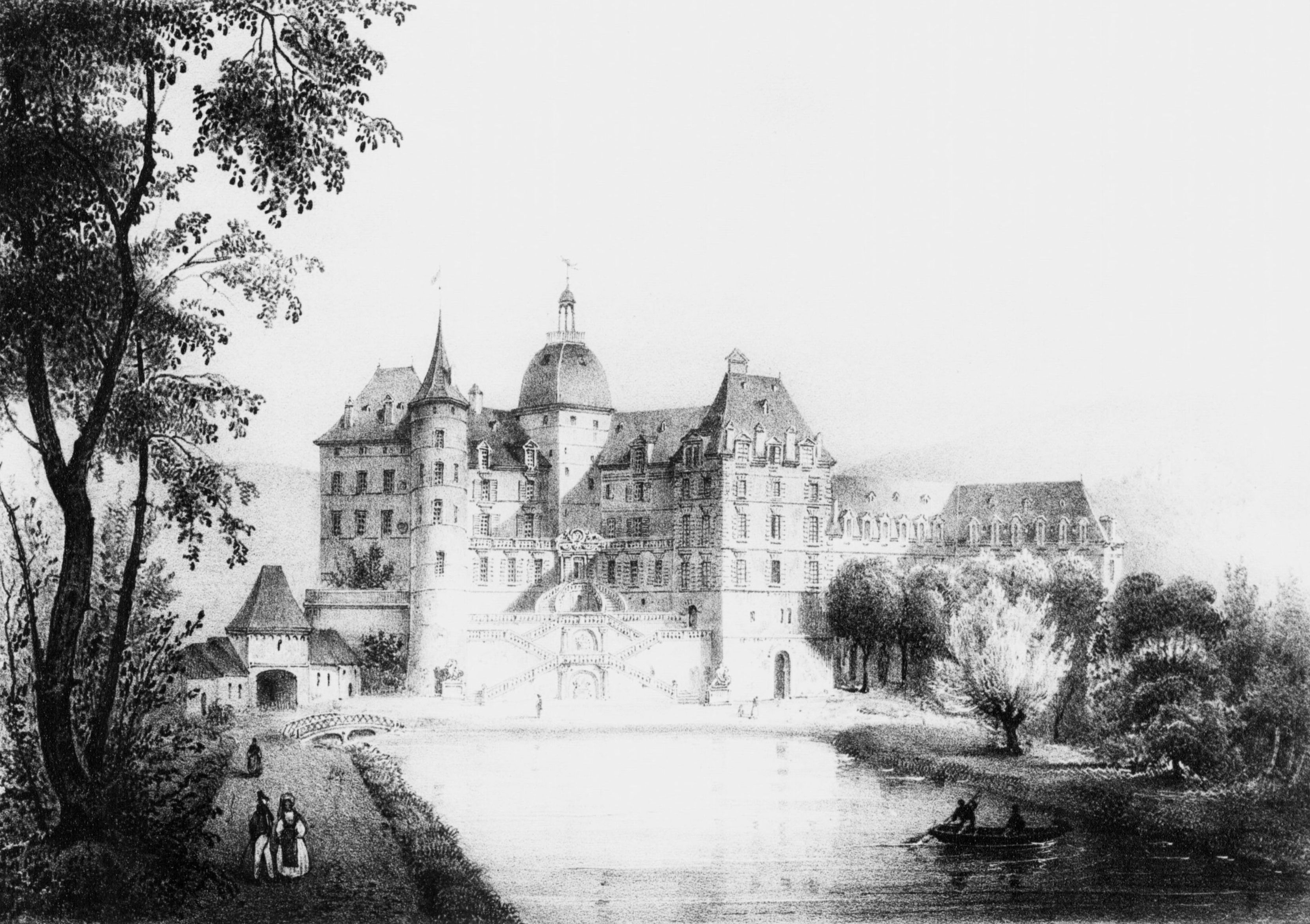
Château de Vizille (Victor Cassien, 1835, donc avant l'incendie de 1865)
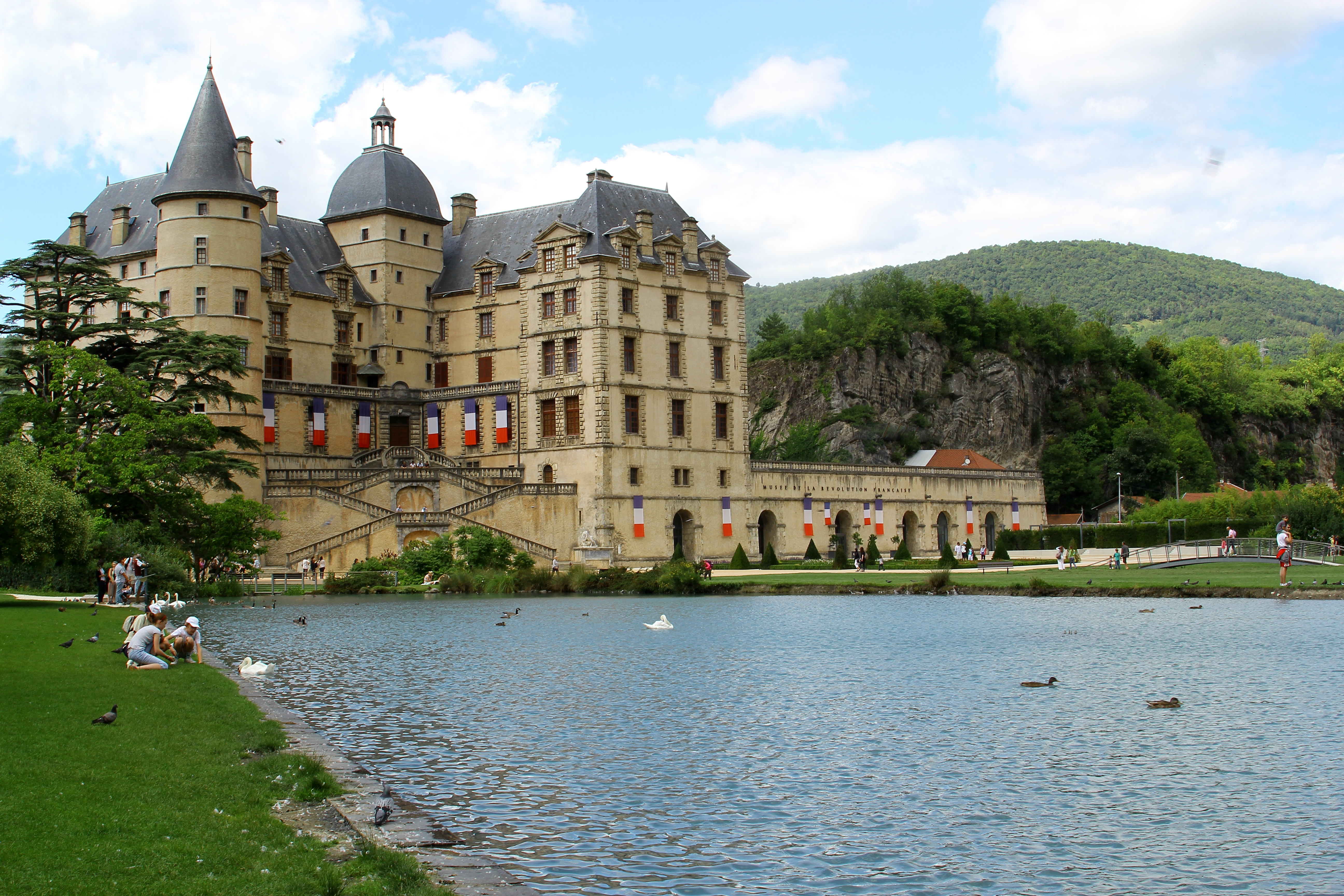
Château de Vizille au XXIe siècle

En 1604, il réceptionne les armoiries de Lesdiguières, en marbre et en albâtre, sculptées par Jean Richier, fils de Gérard Richier et petit-fils de Ligier Richier, . Vers cette époque, il commande à un fondeur des éléments de fontaine ou de statue en laiton.
Dans les archives du château de Vizille et de la famille Perier, il apparaît comme témoin en 1603 dans une transaction relative à un moulin à papier de Vizille, et donneur d'ordre en 1614 pour la réalisation d'un pigeonnier à Saint-Georges-de-Commiers pour le duc de Lesdiguières.
On le trouve encore en août 1612 à Vizille où, aux côtés du consul de Grenoble, il vaque pendant cinq jours pour dégager le lit de la Romanche.
À partir de 1600-1602 Lesdiguières charge également Pierre La Cuisse de rebâtir l'ancienne résidence des Dauphins qui abritait la Trésorerie, en conservant une des tours, pour en faire son hôtel particulier,,.

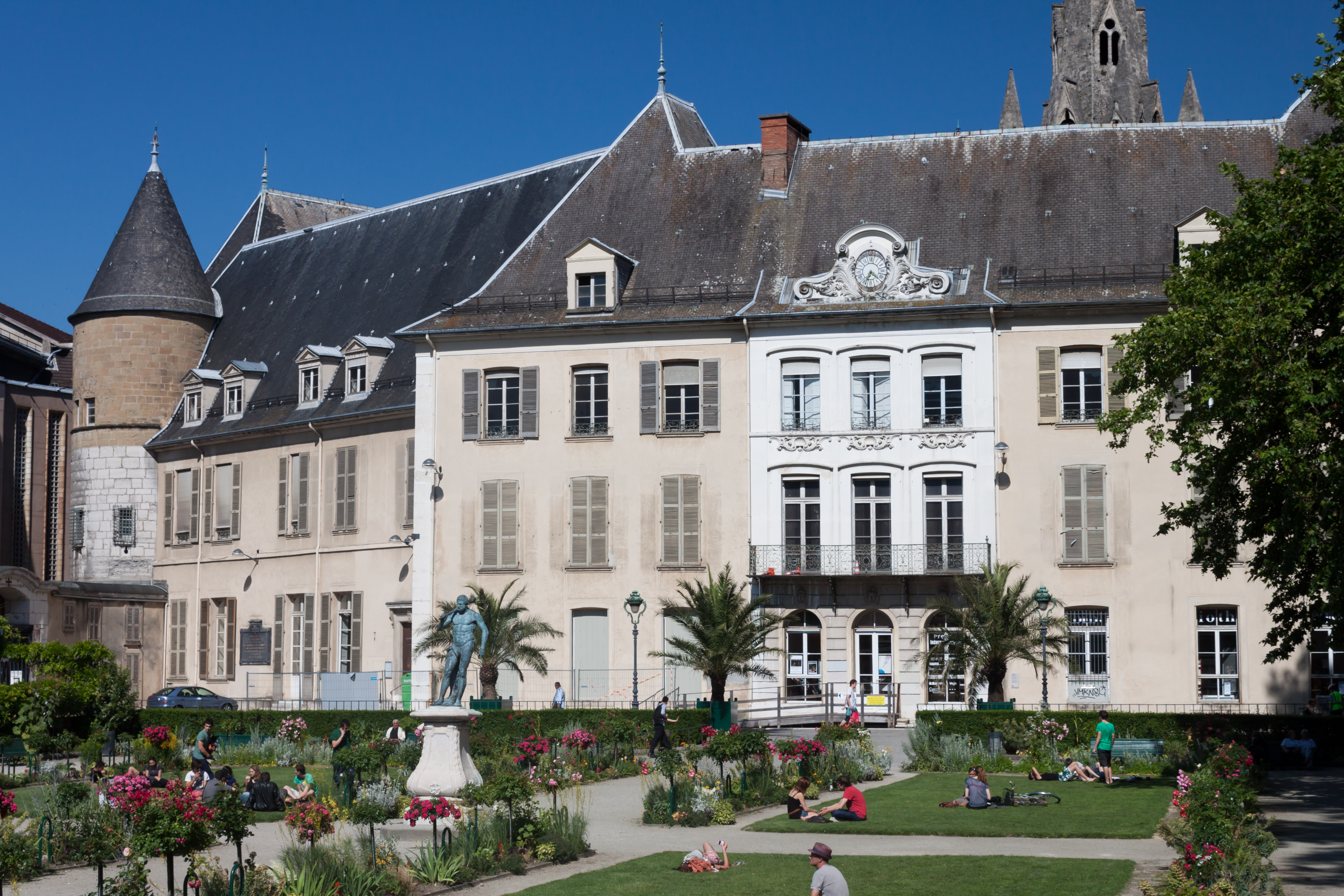
Hôtel de Lesdiguières (Grenoble) au XXIe siècle

Il lui arrive de fournir ses services à d'autres personnes : en 1604, Scipion de Maugiron, seigneur du Mollard à Saint-Marcellin lui confie une petite prestation ; en 1608, il contribue à des travaux dans l'hôtel particulier grenoblois de Marie Vignon, alors maîtresse de Lesdiguières avant de devenir sa seconde épouse en 1617.
En 1608-1610, il habite à Monteynard, au sud de Vizille.